# Janusz Bednarski
Janusz Bednarski (ur. 19 listopada 1891 w Krakowie, zm. 25 lutego 1908 tamże) – poeta.

## Życiorys
Syn Stanisława Bednarskiego, dyrektora Gimnazjum św. Jacka w Krakowie (zm. 7 lutego 1933). Młody, dobrze zapowiadający się poeta, autor wierszy i utworów dramatycznych, które po jego śmierci zebrał i wydał w roku 1910 Józef Ujejski. Uwieczniony przez Jacka Malczewskiego na obrazie z 1907 r. przedstawiającym chłopca ze skrzydłami. Pochowany na cmentarzu Rakowickim (kwatera XVI, rząd wschodni, miejsce 2) obok zmarłego miesiąc wcześniej brata Tadeusza (grób Tadeusza zachowany, w grobie Janusza pochowana została w 1959 r. jego matka Zofia, a później także inne osoby). Na oryginalnym nagrobku widniał napis: Podobała się Bogu dusza jego i dlatego pokwapił się wywieść go spośród nieprawości (Sap. IV, 14).
Po latach zapomnienia jego twórczość została przypomniana przez poetę Wiesława Trzeciakowskiego (zob. artykuł Kim jest chłopiec ze skrzydłami anioła na obrazie Jacka Malczewskiego z 1907, Piękno Słowackiego pod red. J. Ławskiego, Białystok 2013, t. II, s. 541–552) i językoznawcę Andrzeja Stanisława Dyszaka (zob. artykuł O języku wierszy Janusza Bednarskiego, W przestrzeni języka. Prace ofiarowane Profesor Elżbiecie Koniusz z okazji Jej Jubileuszu pod red. M. Marczewskiej i S. Cygana, Kielce 2012, s. 123–138).